# AI (歌手)
AI（アイ、1981年11月2日 - ）は、日系アメリカ人のシンガーソングライター、ラッパー。本名、植村 愛 カリーナ（うえむら あい かりーな）。アメリカ合衆国生まれ、鹿児島県育ち。所属レコード会社はEMI Records。

## 概要

### 人物
- ロサンゼルス生まれのクォーターで、母方の祖母がイタリア系アメリカ人[6]。両親と妹の4人家族で、母のバーバラ植村は地元鹿児島で講演やタレント活動などを行う文化人[7]、父は鹿児島県で土建業を営み[8]、妹の幸（さち）はロサンゼルスでカメラマンやデザイナーを務める[9]。
- 娘の平和（へいわ）、息子の博愛（はくあ）と共にしゃべくり007に出演した。[10]
- ミドルネームのカリーナ (Carina)  は「愛らしい、可愛い」の意味である。
- LAで10代後半を過ごし、本場のゴスペル音楽に触れたことによりソウルフルな歌を歌う。中低音のハスキーな声が特徴である。音楽仲間であるベーシストJINOこと日野賢二とはこの頃からの知り合いである。
- 和田アキ子から歌唱力を認められ、『NHK紅白歌合戦』のインタビューでは「私の子分」と紹介された[11]。
- フレンドリーな性格で[独自研究?]、安室奈美恵、青山テルマやEXILE ATSUSHI、伊藤由奈、加藤あい、木梨憲武、JUJU、ジョン・レジェンド、Sowelu、土屋アンナ、水川あさみ、Micro、梨花、和田アキ子など、交友関係が幅広い。
- デビュー当時、同じ事務所に青山テルマ、TSUYOSHIなどが在籍した。
- マネージャーは、ギタリストcharの息子であるJESSEの幼なじみ[12]である。
- メジャーデビュー前に倖田來未と連れ立ち、クラブを巡り歌った。
- 人から何か頼まれると断れない性格。歌が好きなのにラップの客演が多いのも、そのためである。[要出典]
- カラオケが大好きで、ホイットニー・ヒューストン、マイケル・ジャクソン、椎名林檎、宇多田ヒカル、安室奈美恵、五輪真弓、久保田利伸、欧陽菲菲から演歌まで、様々なジャンルの楽曲を歌う[13]。学生時代からサザンオールスターズ（桑田佳祐のソロ作品も含む）の楽曲を聴き、「白い恋人達」はデビュー当時によくカヴァーした[14]。
- 2014年にHIRØと結婚し、第1子長女、第2子男子の2人の子供がいる[15]。

### 音楽性
- R&B特有のメロディにJ-POPのテイストを盛り込ませ、ブラックミュージックリスナー以外へのアピールも図っている。多様なバラエティを持つトラック群を余裕タップリに乗りこなせる、高い歌唱スキルを持っている[16]。
- 「歌は生きがい」と語り、アルバムタイトルに「MIC-A-HOLIC A.I. （マイク中毒なAI）」と付けた。
- バラードを得意としている[17]。LA時代に磨いたラップの技術も高い[注 1]が、客演以外ではラップはあまり披露しない。
- 歌詞を付けるときには「私が書いた詞で1人の人生が変わってしまうかも知れない」「あなたのことは分からない。でも私はこう思う」という気持ちで書く[18]。「みんながあがっていく音楽」をコンセプトとする。
- 先述した桑田佳祐のメッセージ性の強い歌詞に敬意を表している。一方で自身がそうした内容の歌詞を書くことについては「誰かを傷つけてしまう可能性もありますし、ああいう言葉は、もっと自分なりに色々と経験を重ねて初めて出てくる言葉だと思うんです。あと何より私がこうした歌詞を書こうと思っても桑田さんのような繊細な言い回しができないと思います」とし、否定的である[14]。
- 母親の影響で好きになったマイケル・ジャクソンに、自然と影響を受けていると語っている。「Story」のサビの部分の歌詞はマイケルの曲からインスピレーションを得たと述べている。マイケルが亡くなったときは丁度全国ツアー中であり、「おくりびと」を歌う度に思い出したと語っている[19][20][21]。
- 現在まで、平井堅、安室奈美恵、DABO、SPHERE of INFLUENCE、Char、HI-D、ZEEBRAらの楽曲に客演している。

## 来歴

### 出生 - 1999年
1981年11月2日、アメリカ合衆国カリフォルニア州ロサンゼルスに生まれる。1985年、4歳のときに父親の仕事（土木・建設業を営んでいる）の関係で鹿児島県鹿児島市に移り住み、同地で育つ。
1992年、12歳の時、ロサンジェルスに行った際にファーストAMEチャーチに立ち寄り、初めてゴスペル・クワイアを体感して感動し、歌手を目指すことを決意。
1996年、中学を卒業後 ロサンジェルスの名門パフォーミング・アーツ・スクール（LACSA）に入学し、ダンス・クラスを専攻する。そこでゴスペル・クワイアのメンバーとなり、唯一の東洋人ながら、実力と人柄でクワイアの人気シンガーへと登りつめる。
1998年、17歳の時、ロサンジェルスのユニバーサル・アンフィシアターで行われたメアリー・J. ブライジのライブにゴスペル・クワイアの一員として参加。5万人の観客を前に「A Dream」を歌う。
1999年、前年に全米から1000人近くのダンサーを集めて行われたオーディションに勝ち残り、ジャネット・ジャクソンのミュージック・ビデオ「Go Deep（ゴー・ディープ）」に出演する。同年、Kool & the GangのGeorge Brownプロデュースによるアジア系ガール・グループ“SX4”を結成し、アメリカデビューの準備をしていたが、同時期に日本のBMG Japanからもオファーを受け、日本でのソロ・デビューを選択する。

### 2000年 - 2005年
2000年、パフォーミング・アーツ・スクールを卒業。日本に帰国してシングル「Cry, just Cry」でデビューを果たす。
2001年、1stアルバム『my name is AI』をリリース。
2002年、ユニバーサルミュージック傘下のDef Jam Japanへ同レーベルの最初の女性契約アーティストとして移籍。
2003年、移籍したDef Jam Japanからシングル「最終宣告」をリリース、全国10か所でクラブツアーを敢行する。同年7月に第1弾アルバム『ORIGINAL A.I.』をリリース、オリコン・アルバム・チャート初登場15位を記録。同年9月、初のソロ・ライブ・ツアー『ORIGINAL A.I. LIVE TOUR 2003』を行う。
2004年、スペースシャワーTVの『Music Video Awards 2004』でBEST R&B VIDEOを受賞。同年6月、アルバム『2004 A.I.』をリリース、アルバム・チャートでは初登場3位を記録、ゴールドディスクを獲得した。7月、韓国ソウルで行われた、“MTV buzz ASIA CONCERT”に安室奈美恵とともに日本代表として参加、8月には、台湾で行われた“MTV TAIPEI MUSIC FESTIVAL”に一青窈、藤木直人らと日本代表として参加。

### 2005年 - 2009年
2005年、前年に引き続き、スペースシャワーTVの『Music Video Awards 2005』でBEST FEMALE VIDEOを受賞。同年1月、「ALIVE (English Version)」が日本人として初めて韓国のテレビドラマ「快傑春香」の挿入歌として起用された。4月、シングル「Crayon Beats」が東宝配給アニメーション映画「クレヨンしんちゃん 伝説を呼ぶブリブリ 3分ポッキリ大進撃」主題歌となる。5月、シングル「Story」をリリース。8位初登場の後、売上枚数30万枚、ダウンロード件数400万件となり、同曲で初のNHK紅白歌合戦出場を果たす。7月、アルバム『MIC-A-HOLIC A.I.』をリリース。初登場4位となり、セールスも50万枚以上のヒットとなった。
2006年4月、約1年ぶりとなるシングル「Believe」をリリース。フジテレビ系テレビドラマ「医龍-Team Medical Dragon-」の主題歌に起用され、オリコン自己最高位、最高の初動売上枚数を記録した。同年5月、MTV Japanの『Video Music Awards Japan』でBEST R&B Video を受賞。8月、日本最大の野外ロック・フェスティバル『SUMMER SONIC 05』に初出演。同年9月6日、シングル「I Wanna Know」、9月27日に5thアルバム『What's goin' on A.I.』をリリース、オリコン・アルバム・チャート初登場2位を記録。『What‘s goin’on A.I. Japan Tour』では自身初の日本武道館公演を含む全国11都市12公演を開催。
2007年3月、初のライブ・アルバム『LIVE A.I.』とライブDVD『日本武道館A.I.』をリリース。同月、スペースシャワーTVの『Music Video Awards 2007』でBEST FEMALE VIDEOを受賞。4月、オーストラリアのゴールドコーストで自身初の海外単独ライブを行う。5月、MTV Japanの『Video Music Awards Japan』でBEST R&B Video を2年連続で受賞。8月、『ROCK IN JAPAN FESTIVAL 2007』、『SUMMER SONIC 07』などの大型ロック・フェスに出演。12月、アルバム『DON’T STOP A.I.』をリリース、オリコン・アルバム・チャート初登場4位を記録し、アルバムにおいては4作連続のトップ5入りを果たす。
2008年、2月末から3か月に渡り、日本武道館公演2DAYSを含む全国32か所、総動員数10万人の『DON'T STOP A.I. JAPAN TOUR Supported by AIU』を敢行。5月、MTV Japanの『Video Music Awards Japan』でBEST BUZZ ASIA AWARDを受賞。6月、シングル「大切なもの」をリリース。7月、音楽プロデューサーの小林武史とMr.Childrenの櫻井和寿が主催する大型夏フェスの『ap bank fes '08』に出演。8月、『MTV STUDENT VOICE AWARDS』でRESPECT AWARDを受賞。9月、アカデミー賞の外国語映画賞にも輝いた2008年9月公開の映画「おくりびと」のイメージソングを収録したシングル「So Special -Version AI- / おくりびと」・「おくりびと / So Special -Version AI-」をリリース（EXILE ATSUSHIとの共作によるR&B「So Special -Version AI-」と久石譲が手がけた映画「おくりびと」の劇盤にAIの歌をのせた楽曲「おくりびと」を収録）。11月、同年行われた大規模ツアーの模様を収めた DVD『DON’T STOP A.I. Japan Tour』リリース。同11月から翌年にかけて全国ツアー『AI CLUB TOUR 2008/2009』を9都市で敢行。
2009年2月、前作から約5か月ぶりとなる「YOU ARE MY STAR」をリリース。C/Wの「people in the World」が映画『ララピポ』主題歌及びMBS『KOBE COLLECTION 2009 SPRING/SUMMER』テーマソングに起用される。『KOBE COLLECTION 2009 SPRING/SUMMER』の上海、東京、神戸公演に出演。3月、アルバム『VIVA A.I.』をリリース、4月末より同アルバムをフィーチャーした全国40公演、総観客動員10万人のツアー『VIVA A.I. JAPAN TOUR』を敢行。8月1日、オムニバス映画『BLUE PACIFIC STORIES』にて、初監督映画『TAKE ACTION』が公開される。9月、キャリア初のベスト・アルバム『BEST A.I.』をリリース、オリコン・アルバム・チャートにて自身初の1位を獲得。

### 2010年 - デビュー15周年 - 現在
2010年3月、デビュー10周年記念の第1弾シングルとして安室奈美恵とコラボレーションした「FAKE」をリリース。安室とは過去にSUITE CHIC名義で共演しているのでコラボ自体は7年ぶりだが、AI名義でのコラボは初である。同作はオリコン週間チャートで最高8位を記録し、『I Wanna Know』以来4年ぶりの同チャートトップ10入りを果たした。そのミュージック・ビデオは100万ビューを突破。6月、10周年記念第2弾シングル「Still…feat. AK-69」をリリース。日本代表AK-69、アメリカ代表ジュディス・ヒル、アフリカはソマリア代表K'Naanと3ヵ国を横断するトリプルコラボ・シングルとなっている。7月、流派-Rの『R-Festa』、フジテレビの『お台場合衆国めざましライブ』、葉山マリーナで行われたユニバーサル ミュージックのライブイベント『U-EXPRESS 2010』、大阪は万博記念公園で行われた FM802主催の『MEET THE WORLD BEAT 2010』に出演。8月、東京、大阪の『SUMMER SONIC 2010』のメインステージにK'Naanのゲストとして、逗子海岸で行われた音霊『OTODAMA WORLD WAVE 2010』、日本最大規模のヒップホップのブロックパーティ『B BOY PARK|B BOY PARK 2010』、そしてJ-WAVE主催の『J-WAVE LIVE 2000＋10』などに出演。同8月、10周年記念第3弾シングル「眠れない街」をリリース。同曲はテレビ朝日系木曜ドラマ『警視庁継続捜査班』主題歌、そしてC/Wの「For my Sister feat. Judith Hill(Japanese version)」は関西テレビ制作の『グータンヌーボ』のテーマソングに採用された。11月29日、メジャーデビュー10周年を迎え、東京・日本武道館で豪華ゲストを迎えたスペシャルライブ「伝説NIGHT」を開催した。
2011年8月、EMIミュージック・ジャパンに移籍することを発表（その後、2013年4月にユニバーサル ミュージックがEMIを吸収合併して経営統合したことに伴い、再びユニバーサル ミュージックの所属となる）。12月14日、移籍後第1弾シングル「ハピネス/Letter In The Sky feat. The Jacksons」を発売した。「ハピネス」は『コカ・コーラクリスマスキャンペーン』のCMソングに起用され、ダウンロード件数250万件となり、2012年度のiTunesの年間ランキング「iTunes Best of 2012」では、トップセールスソングにおいて年間3位を獲得するなど、大ヒットとなった。 AIにとって、ダウンロードでのミリオン達成は2006年の「Believe」以来6年ぶり。
2013年3月、JR九州の『鹿児島、沸いてます〜「ゆ活」プロジェクト、はじまる。〜』のキャンペーンCMに起用され、「まち湯篇」「うみ湯篇」「やま湯篇」「総論編」で育った地である鹿児島の民謡「おはら節」を歌う。「夏篇」ではオリジナル・ソング「MY PLACE」を提供し、自らもCMに出演する。
2014年1月6日、音楽集団カイキゲッショクのリーダー・HIROと結婚。2015年4月1日、妊娠5か月であることを発表。同年8月28日に第1子女児を出産した。妊娠前後は活動をセーブしつつも、オーディオ機器メーカー「Beats by Dre」のグローバルキャンペーンCMへの出演や、ディズニー長編アニメ映画「ベイマックス」の日本版エンドソングに「Story -English Version-」が起用されたり、EXILE ATSUSHIとのコラボシングル「Be Brave」をリリースする等幅広く活動した。
2015年11月25日、デビュー15周年記念となる「THE BEST」をリリース。週間最高位3位を獲得。2016年5月から自身初となるベストツアー「THE BEST TOUR」を敢行。約50公演13万人を動員し、約2年ぶりに本格的に活動を再開させた。同年1月1日からTVでオンエアされているauの三太郎シリーズの「みんながみんな英雄」篇のCMソングとして「みんながみんな英雄」を歌唱。1月18日よりiTunes、レコチョクをはじめ各配信サイトで一斉配信がスタートした。一斉配信されるや否やiTunes、レコチョクなど各配信サイトで初登場1位を獲得し、他サイトを含め初登場1位10冠を達成した。当初はCM向けの100秒バージョンしかなかったが、反響の大きさを受けフルバージョンを制作CD化のリリース要望が殺到した為、前年に発売したオールタイム・ベストアルバム「THE BEST」を新装し、ディスクを追加した「THE BEST -DELUXE EDITION」に収録された。
2018年7月24日、妊娠5か月であり、12月31日に出産予定であることを発表した が、12月29日自身のインスタグラムで第2子となる男児の出産を報告。

## ディスコグラフィ
- My name is AI（2001年）
- ORIGINAL A.I. （2003年）
- 2004 A.I.（2004年）
- MIC-A-HOLIC A.I.（2005年）
- What's goin' on A.I.（2006年）
- DON'T STOP A.I. （2007年）
- VIVA A.I. （2009年）
- THE LAST A.I.（2010年）
- INDEPENDENT（2012年）
- MORIAGARO（2013年）
- 和と洋（2017年）
- Dream（2022年）
- RESPECT ALL（英語版）（2023年）

## サンプリング楽曲
| 楽曲                        | 元ネタ                                             |
| --------------------------- | -------------------------------------------------- |
| 2HOT                        | クール・アンド・ザ・ギャングの「Too Hot」          |
| Summer Time                 | R・ケリーの「Ignition (REMIX)」                    |
| 戦場のメリークリスマス      | 坂本龍一の「Merry Christmas Mr. Lawrence」         |
| 100%                        | ビヨンセの「Crazy In Love」                        |
| Famous feat.Shaggy ＆ Yalin | ヤリンの「Değmez」                                 |
| BRAND NEW DAY               | コービン・ブルーの「Marchin'」                     |
| DON'T STOP                  | ディープ・パープルの「Hush」                       |
| FEEL SO GOOD                |                                                    |
| みんながみんな英雄          | オクラホマミキサーの楽曲に、歌詞を付け加えたもの。 |

## 出演

### テレビ
- AI Miss MICHAEL JACKSON 〜KING OF POPの奇跡〜（2010年、MUSIC ON! TV）
- SONGS「AI」（2022年2月24日、NHK総合）
- 発見!タカトシランド（北海道文化放送）
  - 2025年5月9日 - 大通り・バスセンター前エリアでお宝店を発見! SP
  - 2025年5月16日 - 福住エリアでお宝店を発見! SP

### テレビドラマ
- 夜行観覧車 最終話 （2013年3月22日、TBSテレビ） - うえむら 役[34]

### CM
- NTTドコモ東海（2004年）
- サッポロビール「サッポロ ドラフトワン」（2006年）
- ロッテ「キシリトールガム ストロングミント」（2006年）
- ラ・パルレ（2006年）
- オーディオテクニカ（2007年）
- レコチョク（2009年）
- トヨタ自動車 レクサス・RX（2012年）
- 九州旅客鉄道「九州新幹線『鹿児島、沸いてます!』」（2013年）
- 東京都 「TEAM BEYOND」（2016年）[35]
- 東京建物（2024年）[36]

### 映画
- 嫌われ松子の一生 （2006年） - 女囚 役

### 吹き替え
- glee/グリー - ブリトニー・スピアーズ 役

### ラジオ
- TR2（2002年10月、2003年4月 - 同年9月、J-WAVE） - 当時Def Jam Japanのシニア・エグゼクティブ・コンサルタントを務めていたRIKO（桜井理子）と担当。
- AIとテルマのFRIYAY!!（2017年11月 - 2018年12月、InterFM897） - 毎月第1・第3金曜担当（第2・第4金曜の担当は青山テルマ）。
- AI Not So Different（2021年10月 - 、JFN系ネット）
- ラジオで! カムカムエヴリバディ（2021年11月 - 2022年3月、NHKラジオ第2放送）

## タイアップ一覧
| 楽曲                                                      | タイアップ                                                                                     |
| --------------------------------------------------------- | ---------------------------------------------------------------------------------------------- |
| After The Rain                                            | フジテレビ系「HEY!HEY!HEY! MUSIC CHAMP」2004年度 1月～4月度エンディングテーマ                  |
| E.O.                                                      | テレビ東京系「JAPAN COUNTDOWN」2004年度 5月度エンディングテーマ                                |
| ALIVE (English Version)                                   | 韓国ドラマ「快傑春香」挿入歌                                                                   |
| WATCH OUT! feat.AFRA＋TUCKER                              | PSゲーム「TRUE CRIME:STREETS OF LA」CMソング                                                   |
| 365 feat. DELI                                            | フジテレビ系「HEY!HEY!HEY! MUSIC CHAMP」エンディングテーマ                                     |
| Crayon Beats                                              | 東宝配給映画『クレヨンしんちゃん 伝説を呼ぶブリブリ 3分ポッキリ大進撃』主題歌                  |
| Crayon Beats                                              | テレビ朝日系アニメ『クレヨンしんちゃん』エンディングテーマ                                     |
| Story                                                     | テレビ東京系「JAPAN COUNTDOWN」6月度エンディングテーマ                                         |
| Story                                                     | レコチョクの部屋「AI」篇 TVCMソング                                                            |
| Story                                                     | 森永製菓 ゼリー飲料ウイダー 「夢をかなえる力・浅田真央」CMソング                               |
| Story                                                     | ディズニー映画『ベイマックス』日本語版主題歌                                                   |
| Believe                                                   | フジテレビ系ドラマ『医龍-Team Medical Dragon-』主題歌                                          |
| No Way                                                    | ロッテ ｢キシリトールガム｣ CMソング                                                             |
| Beautiful feat. Trey Songz                                | ラ・パルレ CMソング                                                                            |
| I Wanna Know                                              | サントリー「PEPSI NEX」CMソング                                                                |
| 未来                                                      | テレビ東京系「宮里藍のビッグ・ゴルフin USA」エンディングテーマ                                 |
| My Friend [LIVE Ver.]                                     | 「audio-technica」 CMソング                                                                    |
| I'll Remember You                                         | 「audio-technica」 CMソング                                                                    |
| BRAND NEW DAY                                             | 日本航空「ワンワールド」CMソング                                                               |
| ONE                                                       | フジテレビ系ドラマ『医龍-Team Medical Dragon-2』主題歌                                         |
| 大切なもの                                                | 日本テレビ系ドラマ『HEROES』テーマソング                                                       |
| 大切なもの                                                | AIU保険会社「がんばれ! ニッポン! プロジェクト」CMソング                                        |
| おくりびと                                                | 松竹配給映画『おくりびと』イメージソング                                                       |
| YOU ARE MY STAR                                           | 日本メナード化粧品「メナード フェイシャルサロン」CMソング                                      |
| people in the World -Movie's Short Ver.-                  | 日活配給映画『ララピポ』主題歌                                                                 |
| people in the World                                       | 神戸コレクション2009「SPRING/SUMMER」テーマ・ソング                                            |
| All for you -Movie's Short Ver.-                          | 映画『TAKE ACTION』主題歌（オムニバス映画『BLUE PACIFIC STORIES』）                            |
| K'NAAN with AI / Wavin' Flag - Cola-Cola® Celeblation Mix | コカ・コーラ® グローバル・キャンペーン・ソング                                                 |
| 眠れない街                                                | テレビ朝日系ドラマ「警視庁継続捜査班」主題歌                                                   |
| For my Sister feat.Judith Hill -Japanese Version-         | 関西テレビ・フジテレビ系「グータンヌーボ」エンディング・テーマ                                 |
| ハピネス                                                  | コカ・コーラクリスマスキャンペーンCMソング                                                     |
| ハピネス                                                  | 映画『パディントン』イメージソング                                                             |
| ハピネス                                                  | 日本テレビ系「Good For the Planetウィーク」テーマソング                                        |
| Letter In The Sky                                         | MICHAEL JACKSON TRIBUTE LIVEテーマソング                                                       |
| One Love                                                  | 森永製菓「1チョコ for 1スマイル」CMソング                                                      |
| ウツクシキモノ                                            | ワーナー ブラザース ジャパン配給映画『ベルセルク 黄金時代篇I 覇王の卵』エンディング・テーマ    |
| INDEPENDENT WOMAN                                         | 集英社「Marisol」創刊5周年 TVCMソング                                                          |
| VOICE                                                     | TBS系ドラマ「夜行観覧車」主題歌                                                                |
| MY PLACE                                                  | 九州旅客鉄道「九州新幹線『鹿児島、沸いてます!』」CMソング                                      |
| MY PLACE                                                  | 九州朝日放送「ドォーモ」2013年度 7月度エンディングテーマ                                       |
| MY PLACE                                                  | 仙台放送「あらあらかしこ」2013年度 7月度エンディングテーマ                                     |
| HEIWA                                                     | ワーナー・ブラザース配給劇場アニメ『コウノトリ大作戦!』日本語吹替版主題歌                      |
| キラキラ feat.カンナ                                      | TBS系火曜ドラマ「カンナさーん!」主題歌                                                         |
| 僕らを待つ場所                                            | ワーナー・ブラザース配給映画『AI崩壊』主題歌                                                   |
| BE WITH YOU                                               | 東京建物「まちと、あなたと、次の物語を。」編 CMソング 「建物だけじゃない東京建物?」編 CMソング |
| アルデバラン                                              | NHK連続テレビ小説『カムカムエヴリバディ』主題歌                                                |
| ハピネス -Reggae Summer Remix by Mighty Crown             | 日本テレビ系「Good For the Planet ウィーク」テーマソング                                       |
| Life Goes On                                              | ギャガ配給映画『春に散る』主題歌                                                               |

## NHK紅白歌合戦出場歴
| 年度                                | 放送回 | 回 | 曲目               | 備考                                 |
| ----------------------------------- | ------ | -- | ------------------ | ------------------------------------ |
| 2005年                              | 第56回 | 初 | Story              | 紅白初出場                           |
| 2016年                              | 第67回 | 2  | みんながみんな英雄 | 12年ぶりの復帰出場                   |
| 2017年                              | 第68回 | 3  | キラキラ           |                                      |
| 2021年                              | 第72回 | 4  | アルデバラン       | 4年ぶりの復帰出場 後半トップバッター |
| 出演順は「出演順/出場者数」を表す。 |        |    |                    |                                      |